# Heimdal (Trondheim)
Pour les articles homonymes, voir Heimdal.
 (août 2019).
Si vous disposez d'ouvrages ou d'articles de référence ou si vous connaissez des sites web de qualité traitant du thème abordé ici, merci de compléter l'article en donnant les références utiles à sa vérifiabilité et en les liant à la section « Notes et références ».

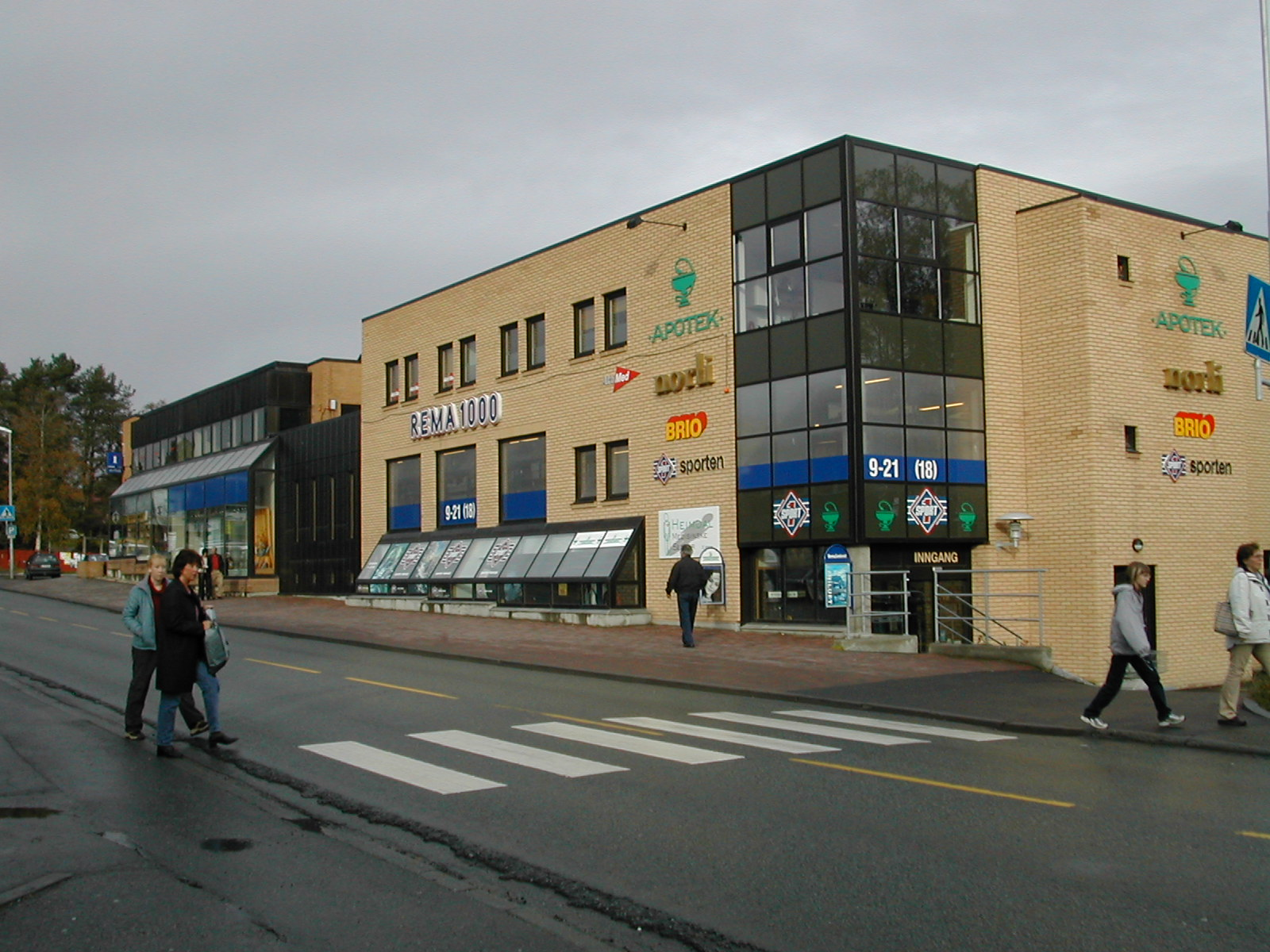
Un aspect du centre d'Heimdal en 2001.

Heimdal est un des quatre arrondissements de la ville de Trondheim en Norvège, situé au sud du centre de la ville. Il est nommé d'après Heimdall, dieu de la mythologie nordique. Les trois autres arrondissements de la ville de Trondheim sont Midtbyen, Lerkendal et Østbyen. Ils ont été établis en 2005 pour faciliter l'administration de la ville. 
La zone a été continuellement habitée depuis l'âge du fer et possède de nombreux sites archéologiques. Elle comptait 27 388 habitants en 2003. 